# A Division 1950-1951 (Irlanda)
La stagione 1950-1951 è stata la trentesima edizione della League of Ireland, massimo livello professionistico del calcio irlandese.

## Classifica finale
|  |     | Classifica finale 1950-1951 | Pt | G  | V  | N | P  | GF | GS | DR  |
|  | --- | --------------------------- | -- | -- | -- | - | -- | -- | -- | --- |
|  | 1.  | Cork Athletic               | 26 | 18 | 12 | 2 | 4  | 46 | 22 | +24 |
|  | 2.  | Sligo Rovers                | 25 | 18 | 11 | 3 | 4  | 39 | 25 | +14 |
|  | 3.  | Drumcondra                  | 23 | 18 | 8  | 7 | 3  | 37 | 26 | +11 |
|  | 4.  | Shelbourne                  | 20 | 18 | 8  | 4 | 6  | 37 | 27 | +10 |
|  | 5.  | Bohemians                   | 20 | 18 | 7  | 6 | 5  | 30 | 32 | -2  |
|  | 6.  | Shamrock Rovers             | 17 | 18 | 7  | 3 | 8  | 33 | 30 | +3  |
|  | 7.  | Transport                   | 14 | 18 | 5  | 4 | 9  | 25 | 36 | -11 |
|  | 8.  | Dundalk                     | 12 | 18 | 4  | 4 | 10 | 35 | 44 | -11 |
|  | 9.  | Waterford                   | 12 | 18 | 5  | 2 | 11 | 28 | 47 | -19 |
|  | 10. | Limerick                    | 11 | 18 | 4  | 3 | 11 | 27 | 48 | -21 |

### Verdetti
- Cork Athletic campione d'Irlanda 1950-1951.

## Statistiche

### Squadre
- Maggior numero di vittorie:  Cork Athletic (12)
- Minor numero di sconfitte:  Shamrock Rovers (3)
- Migliore attacco:  Cork Athletic (46 gol fatti)
- Miglior difesa:  Cork Athletic (22 gol subiti)
- Miglior differenza reti:  Cork Athletic (+24)
- Maggior numero di pareggi:  Shamrock Rovers (7)
- Minor numero di pareggi:  Cork Athletic e  Waterford (2)
- Maggior numero di sconfitte:  Waterford e  Limerick (11)
- Minor numero di vittorie:  Dundalk e  Limerick (4)
- Peggiore attacco:  Transport (25 gol fatti)
- Peggior difesa:  Limerick (48 gol subiti)
- Peggior differenza reti:  Limerick (-21)

### Capocannoniere
|  | Gol | Marcatore    | Squadra    |
|  | --- | ------------ | ---------- |
|  | 20  | Dessie Glynn | Drumcondra |